# Octombrie 2016
Acest articol este generat integral pe baza informațiilor din articolul 2016 și este actualizat periodic de un robot.
 Editările făcute în articol vor fi șterse la următoarea actualizare! Dacă doriți să faceți modificări, editați articolul-sursă.

ianuarie -
februarie -
martie -
aprilie -
mai -
iunie -
iulie -
august -
septembrie -
octombrie -
noiembrie -
decembrie
Octombrie 2016 a fost a zecea lună a anului și a început într-o zi de sâmbătă.

## Evenimente

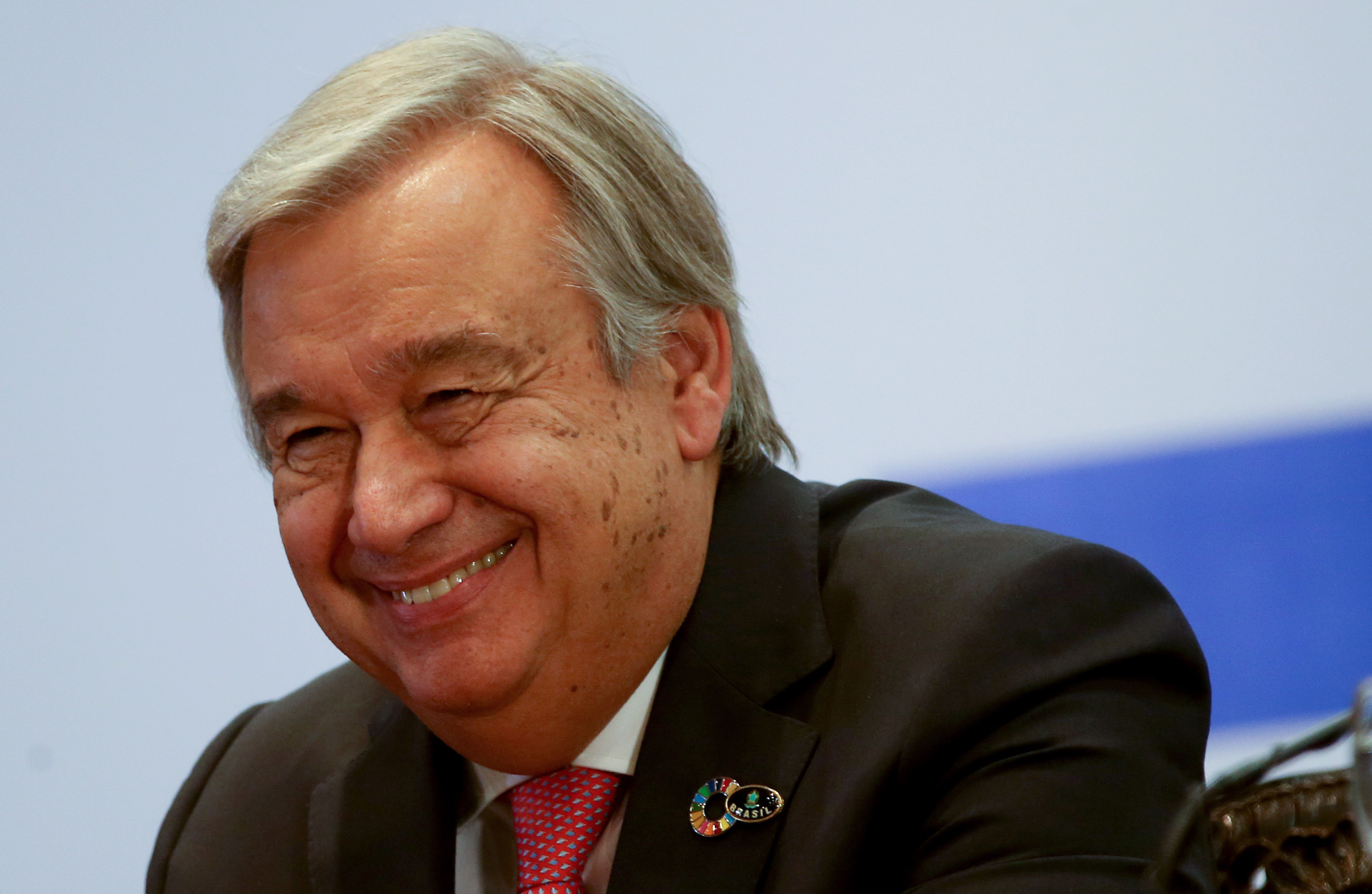
13 octombrie: Antonio Manuel de Oliveira Guterres este ales în funcția de Secretar general al Națiunilor Unite.

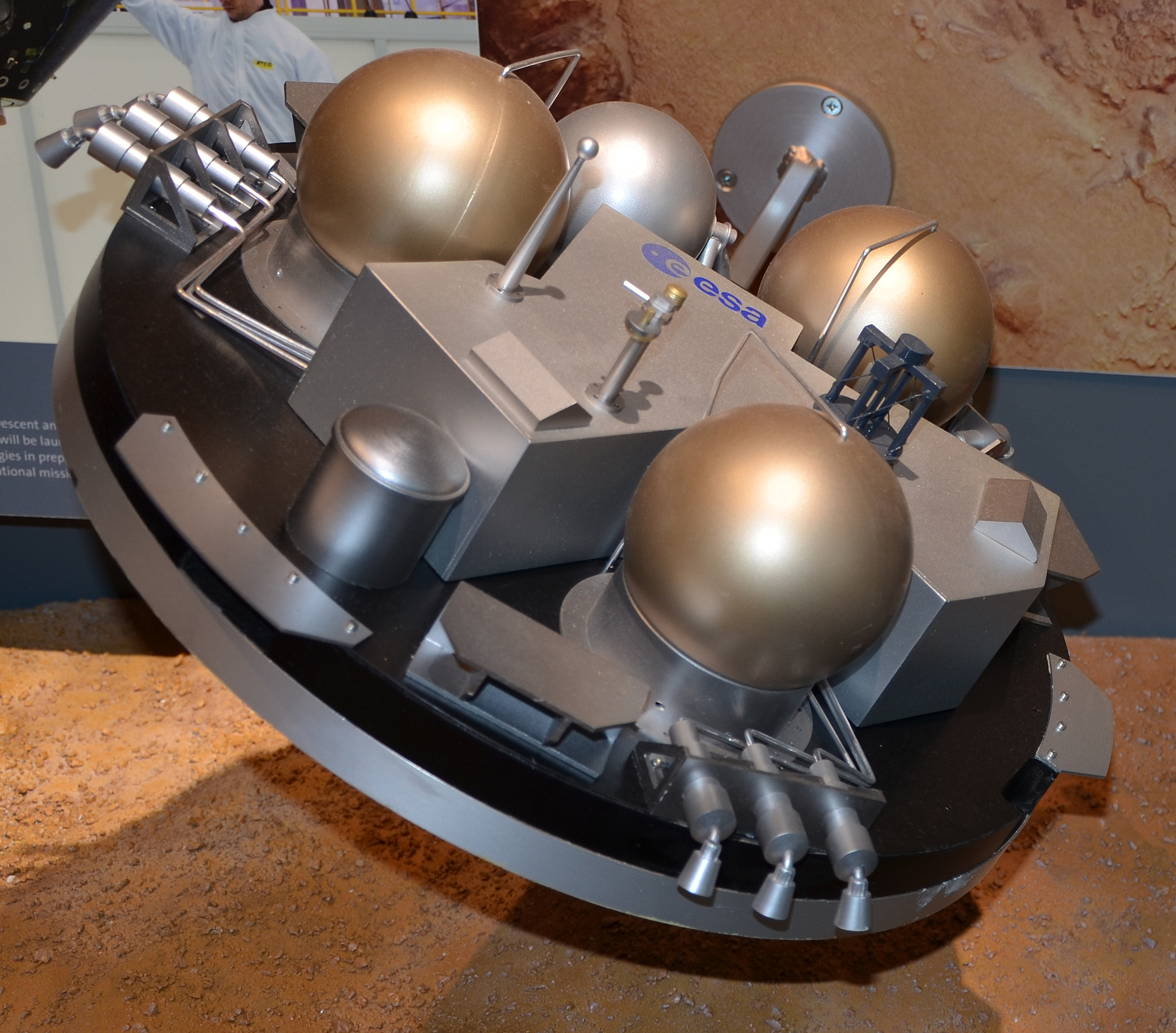
16 octombrie: Sonda spatială europeană Schiaparelli, care cântărește 557 de kilograme s-a separat cu succes de nava mama și este pe cale de a intra în atmosfera planetei Marte. În imagine macheta sondei Schiaparelli

- 5 octombrie: Uraganul Matthew a făcut prăpăd în Caraibe. Cea mai puternică furtună care lovește zona în ultimul deceniu a lăsat în urmă cel puțin 11 morți și a provocat distrugeri importante în Haiti și Republica Dominicană. Uraganul Matthew a adus rafale de vânt de 230 km pe oră, ploi abundente și valuri înalte.
- 9 octombrie: Alina Gorghiu a fost validată în funcția de președinte unic al PNL, în urma demisiei lui Vasile Blaga. Decizia a fost luată de Consiliul Național al PNL.[1]
- 13 octombrie: Antonio Manuel de Oliveira Guterres este ales în funcția de Secretar general al Națiunilor Unite.
- 13 octombrie: Guvernul României a aprobat o ordonanță privind achiziționarea operei lui Brâncuși Cumințenia pământului. În urma campaniei de subscripție publică s-a strâns peste un milion de euro din donații, iar guvernul va completa suma până la 11 milioane de euro pentru achiziționarea operei.[2]
- 16 octombrie: Logo-ul orașului București pentru Campionatul European de Fotbal din 2020 a fost lansat la Arena Națională. București se adaugă celor 12 orașe care vor găzdui turneul european.
- 16 octombrie: Sonda spațială europeană Schiaparelli, care cântărește 557 de kilograme s-a separat cu succes de nava mama și este pe cale de a intra în atmosfera planetei Marte. Misiunea sondei este de a studia, timp de câțiva ani, comportamentul componentelor atmosferice ale planetei și posibilele forme de viață.[3]
- 20 octombrie: Oamenii de știință de la muzeul australian Age of Dinosaurs au anunțat descoperirea unei noi specii de dinozaur, Savannasaurus, un ierbivor cu un corp cât jumătate de teren de baschet. Fosilele sale au fost descoperite în Australia, în vestul statului Queensland.[4]
- 21 octombrie: Sonda europeană Schiaparelli s-a zdrobit de suprafața planetei Marte. Agenția Spațială Europeană, care nu mai primise nici un semnal de două zile, a aflat vestea după ce a analizat o fotografie realizată de sonda americană MRO, care orbitează în jurul planetei Marte.[5]
- 24 octombrie: Franța: A început evacuarea imigranților din tabăra de la Calais. Autoritățile franceze așteaptă 60 de autobuze cu 50 de imigranți fiecare, să plece din tabără și pe 25 octombrie încă 45 de autobuze, iar pe 26 octombrie mai mult de 40 autobuze.
- 30 octombrie: Alegeri prezidențiale în R. Moldova: În primul tur, candidatul Partidulului Socialiștilor din Republica Moldova, Igor Dodon a obținut 48,22% din voturile cetățenilor, locul doi fiind ocupat de candidata Partidului Acțiune și Solidaritate, Maia Sandu, care a obținut 38,43% din voturi. Prezența la vot a fost de 49,03%.

## Decese
- 1 octombrie: Béla Incze, politician român (n. 1941)

- 4 octombrie: Ion Ochinciuc, 89 ani, prozator și dramaturg român (n. 1927)
- 6 octombrie: Walter Greiner, 81 ani, fizician german, membru de onoare al Academiei Române (n. 1935)
- 9 octombrie: Marin Petrache Pechea, 71 ani, cântăreț român de jazz și saxofonist de etnie romă (Cromatic Band), (n. 1944)
- 9 octombrie: Andrzej Wajda, 90 ani, regizor polonez (n. 1926)
- 13 octombrie: Bhumibol Adulyadej, 88 ani, rege al Thailandei (1946-2016), (n. 1927)
- 13 octombrie: Dario Fo, scriitor, 90 ani, scenograf, dramaturg, pictor, actor și regizor italian, laureat al Premiului Nobel (1997), (n. 1926)
- 13 octombrie: Andrzej Kopiczyński, 82 ani, actor polonez de teatru și film (n. 1934)
- 14 octombrie: Klim Ciuriumov, 79 ani, astronom ucrainean (n. 1937)
- 14 octombrie: Pierre Étaix, 87 ani, comedian, regizor, actor, autor și caricaturist francez (n. 1928)
- 18 octombrie: Vadim Mișin, 71 ani, deputat în Parlamentul R. Moldova (1998-2014), (n. 1945)
- 19 octombrie: Radu Câmpeanu, 94 ani, om politic român, președinte al PNL (1990-1993), (n. 1922)
- 19 octombrie: Ion Marin, 61 ani, publicist, scriitor și profesor universitar român (n. 1955)
- 20 octombrie: Nina Ermurachi, 67 ani, interpretă de muzică populară din R. Moldova (n. 1949)
- 20 octombrie: Valeriu Moisescu, 84 ani, regizor de teatru și profesor universitar român (n. 1932)
- 20 octombrie: Junko Tabei, 77 ani, alpinistă japoneză (n. 1939)
- 21 octombrie: Vasile Andru, 74 ani, scriitor român (n. 1942)
- 21 octombrie: Constantin Frățilă, 74 ani, fotbalist român (atacant), (n. 1942)
- 21 octombrie: Manfred Krug, 79 ani, actor, cântăreț și scriitor german (n. 1937)
- 21 octombrie: Raine, Contesă de Dartmouth (n. Raine McCorquodale), 87 ani, politiciană și mamă vitregă a Prințesei Diana de Wales (n. 1929)
- 21 octombrie: Lutz D. Schmadel, 74 ani, astronom german (n. 1942)
- 23 octombrie: Hamad bin Khalifa al-Thani, 64 ani, emir al Qatarului (1995-2013), (n. 1952)
- 24 octombrie: Boris Coroliuc, 86 ani, om de știință și profesor sovietic și moldovean (n. 1930)
- 25 octombrie: Margit Bara, 88 ani, actriță maghiară de film (n. 1928)
- 25 octombrie: Dumitru Boabeș, 65 ani, deputat român (2000-2004), (n. 1951)
- 25 octombrie: Carlos Alberto Torres, 72 ani, fotbalist brazilian (n. 1944)
- 27 octombrie: Nicolae Coman, 80 ani, compozitor, profesor, poet, traducător și muzicolog român (n. 1936)
- 27 octombrie: Cornel Robu, 78 ani, scriitor, editor si critic român (n. 1938)
- 30 octombrie: Iustinian Chira (n. Ioan Chira), 95 ani, episcop român (n. 1921)
- 31 octombrie: Silvio Gazzaniga, 95 ani, sculptor italian, a realizat trofeul Cupei Mondiale la fotbal (n. 1921)
- 31 octombrie: Vladimir Țaranov, 84 ani, academician din R. Moldova (n. 1932)